# Lencovití
Lencovití (Melandryidae) jsou čeleď brouků z nadčeledi Tenebrionoidea.